# 小行星22512
小行星22512（22512 Cannat）是一颗绕太阳运转的小行星，为主小行星带小行星。该小行星于1998年1月19日发现。

## 轨道参数
小行星22512的轨道半长轴为378 336 784 km，2.5289892 UA，离心率为0.191。